# Evonne Goolagong Cawley
Evonne Fay Goolagong Cawley, MBE, AC (* 31. Juli 1951 in Griffith, New South Wales) ist eine ehemalige australische Tennisspielerin. Die Aborigine-Frau vom Stamm der Wiradjuri ist eine der erfolgreichsten australischen Tennisspielerinnen.

## Karriere
Goolagong Cawley gewann viermal die Australian Open, zweimal die Wimbledon Championships und einmal die French Open. Sie stand bei Grand-Slam-Turnieren insgesamt 18-mal in einem Finale. Ihre größten Erfolge hatte sie in den 1970er Jahren, von 1974 bis 1977 war sie die große Kontrahentin von Chris Evert.
Eine Überraschung war ihr Wimbledonsieg gegen Evert, die damalige Nummer 3 im Damentennis, im Jahr 1980. 
- Australian Open 1974 bis 1976 sowie Dezember 1977 (weitere 3 Finalteilnahmen)
- French Open 1971 (weitere 1 Finalteilnahme)
- Wimbledon 1971 und 1980 (weitere 3 Finalteilnahmen)
- Masters-Siegerin 1974 und 1976 (weiteres Finale 1978)
- die US Open konnte sie nie gewinnen (sie stand viermal im Finale und scheiterte dort an Court, King und zweimal Evert)
- E. Goolagong stand in 18 Grand-Slam-Endspielen (7:11)

In ihrer Profilaufbahn gelangen ihr 92 Turniersiege. Zudem spielte sie mit Australien sieben Mal im Federation Cup, den sie 1971, 1973 und 1974 auch gewann.

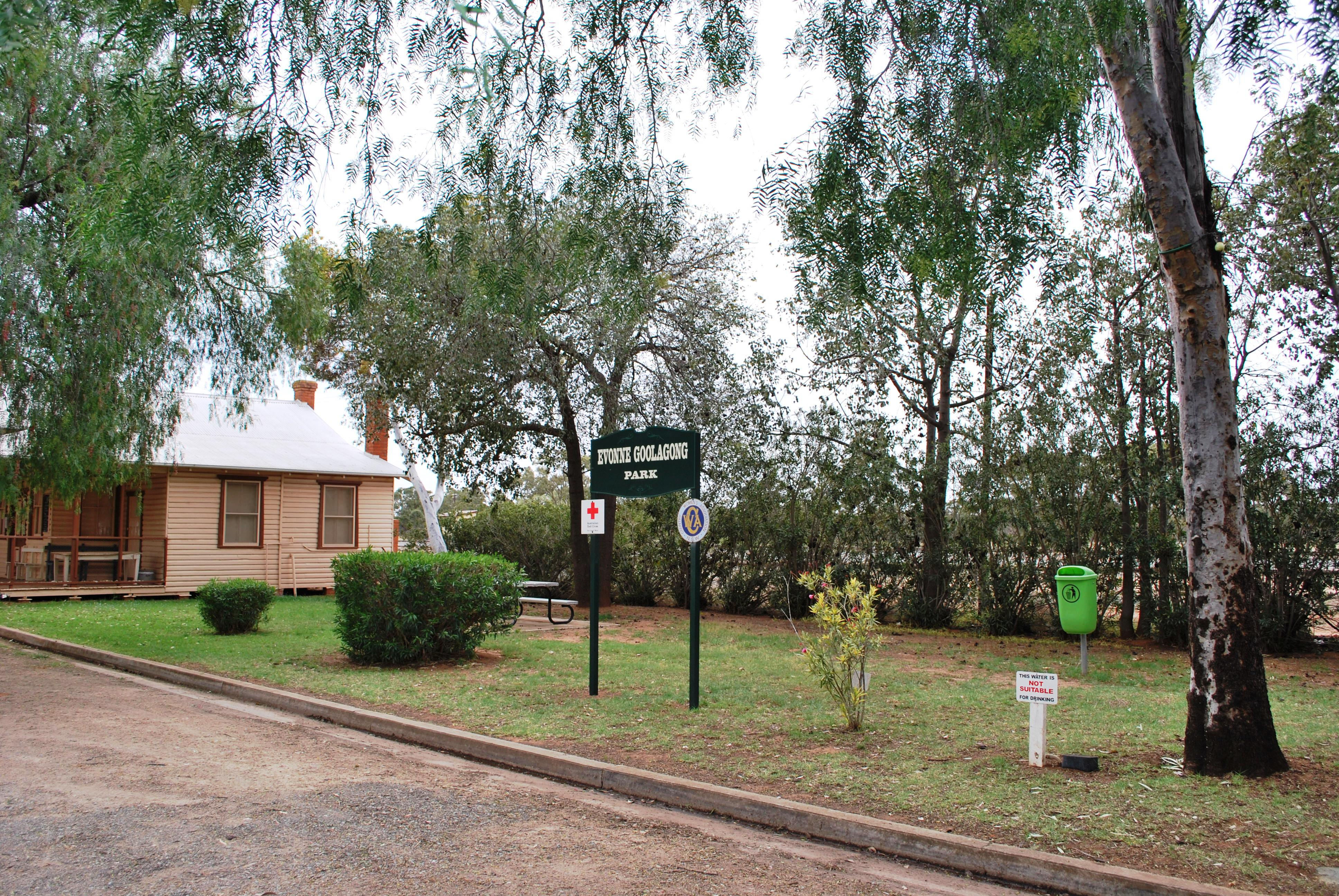
Der Evonne-Goolagong-Park in Barellan, New South Wales

1971 wurde sie von AP zur Sportlerin des Jahres gewählt und als Australian of the Year ausgezeichnet. Goolagong wurde 1972 Member of the Order of the British Empire (MBE) und 1982 zum Officer of the Order of Australia (AO) ernannt.
Weltranglistenerste wurde sie kurioserweise erst lange nach ihrer Karriere, als die WTA 2007 einen Rechenfehler aus dem Jahr 1976 korrigierte.
Goolagong Cawley war 2002 Kapitänin des australischen Fed-Cup-Teams.
2018 wurde sie mit dem höchsten Orden ihres Heimatlandes Australien, dem Companion of the Order of Australia, ausgezeichnet.

## Privatleben
Evonne Goolagong Cawley ist seit dem 19. Juni 1975 mit dem britischen Tennisspieler Roger Cawley verheiratet, mit dem sie zwei Kinder hat. Nach einem längeren Aufenthalt in den USA wohnen sie seit 1991 in Queensland. Goolagong gründete den Evonne Goolagong Sports Trust, eine Stiftung, die sich zum Ziel gesetzt hat, Kinder aus Aborigine-Familien beim Einstieg in den Tennissport zu unterstützen. Zusammen mit der Indigenous Sports Foundation betreibt die Familie Goolagong die jährlichen Goolagong National Development Camps, an denen Spieler, Trainer und Manager ausgebildet werden.